# 斯賓克拍賣行
斯賓克拍賣行 （Spink and Son），是一家國際拍賣行，在英國、美國、瑞士、香港、新加坡等都有分部。1666年由当铺老板約翰·斯賓克（John Spink）在英國倫敦創立，專門的拍賣及私人洽購郵票、錢幣、獎章、債券、股票、書籍和葡萄酒等珍品。

## 争议
2012年斯賓克拍賣一枚聲稱屬於前中華民國總統蔣介石的「特壹」青天白日勳章，但中華民國國防部表示蔣介石逝世後，真正的特壹青天白日勳章已經作為大溪陵寢的陪葬品。最後斯賓克流拍收場。
2021年，调查发现该公司和古董贩子道格拉斯·拉奇福德（Douglas Latchford）合作造假文书，以销售非法掠夺来的古董，拉奇福德后遭起诉，但斯宾克未受罚。